# Claritromicină
Claritromicina este un antibiotic macrolid utilizat în tratarea faringitei, amigdalitei, sinuzitei maxilare acute, bronșitei cronice exacerbată acut bacterial, pneumoniei (în special pneumoniile atipice ascociate cu Chlamydia pneumoniae sau TWAR), infecții ale pielii și ale structurii pielii și, la pacienții cu HIV și SIDA, pentru prevenirea și tratarea Mycobacterium avium complex (MAC). În plus, este uneori folosită și pentru tratarea de Legionellosis.
Biodisponibilitate superioară eritromicinei, se concentrează în țesuturi, realizând concentrații mai mari decât cele plasmatice. Metabolizarea hepatică cu formarea unui metabolit activ mai ales pe Haemophilus.
Este activă pe M.avium, Helicobacter pylori; mai activă decât eritromicina pe Legionella, Chlamydia. Este mai activă pe hemofili de 2 ori față de eritromicină.
Conform unui studiu de cohortă din Danemarca, efectuat în perioada 1997-2011 și publicat în anul 2014, în revista British Medical Journal, administrarea de claritromicină crește riscul de deces cardiac cu 76%, față de penicilina V.